# Schietsjampettermolen
De Schietsjampettermolen is een standerdmolen in het Belgische Wannegem, deelgemeente van Kruisem.
De molen stond oorspronkelijk in het West-Vlaamse Houtave, deelgemeente van Zuienkerke. De Houtavemolen werd in 1981 afgebroken onder luid protest van de toenmalige "champetter" (veldwachter), vuurwapen in de hand. Hij schoot een kogel in het molenkot. Hij werd in Wannegem-Lede heropgebouwd en wordt daar de Schietsjampettermolen genoemd.
De molen staat langs de Huisepontweg, op de plaats waar vroeger een 16e-eeuwse molen stond die op 27 oktober 1959 omwaaide. Die molen deed in 1708 dienst als uitkijktoren voor de legeraanvoerders van de Slag bij Oudenaarde.
Het 23 m lange gevlucht is van eikenhout. Een storm in de kerstnacht van 1999 rukte een molenroede los die tientallen meter verder in de kouter terechtkwam. Sedert 2006 is de molen opnieuw maalvaardig. Hij kan twee steenkoppels en een haverpletter aandrijven.
Bij de fusie van de gemeenten Kruishoutem en Zingem in Kruisem werd de straatnaam van de aanliggende straat (Molenstraat) veranderd in Houtavestraat, naar de herkomst van de molen.